# Glagolski naklon
Glagolski naklon je slovnična kategorija za izražanje odnosa 
govorečega do glagolskega dejanja oziroma stanja.
V slovenščini poznamo tri različne glagolske naklone:
- Povedni naklon: sem spadajo trdilne, nikalne in vprašalne povedi. Povedni naklon izraža le ugotovitev, izraženo z glagolom (npr. Včeraj je mama skuhala večerjo ...).
- Velelni naklon: sem spadajo povedi, ki izražajo spodbudo, poziv, ukaz ali prepovedi (npr. Zapri vrata!, Poslušaj me! ...).
- Pogojni naklon: sem spadajo povedi, ki vsebujejo glagol, ki nam pove, da bi se kaj v sedanjosti ali preteklosti zgodilo, če bi bil izpolnjen določen pogoj - umišljen dogodek ali domnevo. Tvorimo ga s členkom biti. Če je izpolnjen pogoj v povedi, se dejanje uresniči (Obiskal bi te, če bi imel čas.).